# Scott Barrett (sciatore)
Scott Barrett (Toronto, 13 marzo 1983) è un ex sciatore alpino canadese.

## Biografia
Attivo in gare FIS dal dicembre del 1998, Barrett esordì in Nor-Am Cup l'11 marzo 1999 a Georgian Peaks in slalom speciale (28º) e in Coppa del Mondo il 12 novembre 2006 a Levi nella medesima specialità, senza completare la seconda gara. In Nor-Am Cup conquistò il primo podio il 3 gennaio 2007 a Sunday River in slalom gigante (2º) e due vittorie, nella medesima specialità: il 15 marzo 2007 a Panorama e il 4 gennaio 2008 a Sunday River.
Prese per l'ultima volta il via in Coppa del Mondo il 16 novembre 2008 a Levi in slalom speciale, senza completare la gara (non portò a termine nessuna delle 11 prove nel massimo circuito cui prese parte), e ottenne l'ultimo podio in Nor-Am Cup il 3 febbraio 2009 a Nakiska in slalom speciale (3º). Al termine di quella stessa stagione 2008-2009 abbandonò le competizioni di massimo livello, pur continuando a prendere parte a gare minori fino al definitivo ritiro avvenuto in occasione di uno slalom speciale FIS disputato il 18 marzo 2012 a Mansfield e chiuso da Barrett al 9º posto. In carriera non prese parte a rassegne olimpiche o iridate.

## Palmarès

### Nor-Am Cup
- Miglior piazzamento in classifica generale: 7º nel 2008
- 6 podi:
  - 2 vittorie
  - 3 secondi posti
  - 1 terzo posto

#### Nor-Am Cup - vittorie
| Data           | Località     | Paese       | Specialità |
| -------------- | ------------ | ----------- | ---------- |
| 15 marzo 2007  | Panorama     | Canada      | GS         |
| 4 gennaio 2008 | Sunday River | Stati Uniti | GS         |

Legenda:

GS = slalom gigante

### Campionati canadesi
- 2 medaglie:
  - 1 argento (slalom gigante nel 2007)
  - 1 bronzo (slalom speciale nel 2008)